# Waldleiningen
Waldleiningen – gmina (Ortsgemeinde) w Niemczech, w kraju związkowym Nadrenia-Palatynat, w powiecie Kaiserslautern, wchodzi w skład gminy związkowej Enkenbach-Alsenborn. Do 30 czerwca 2014 wchodziła w skład gminy związkowej Hochspeyer. Leży w Parku Natury Pfälzerwald, liczy 408 mieszkańców (2009).

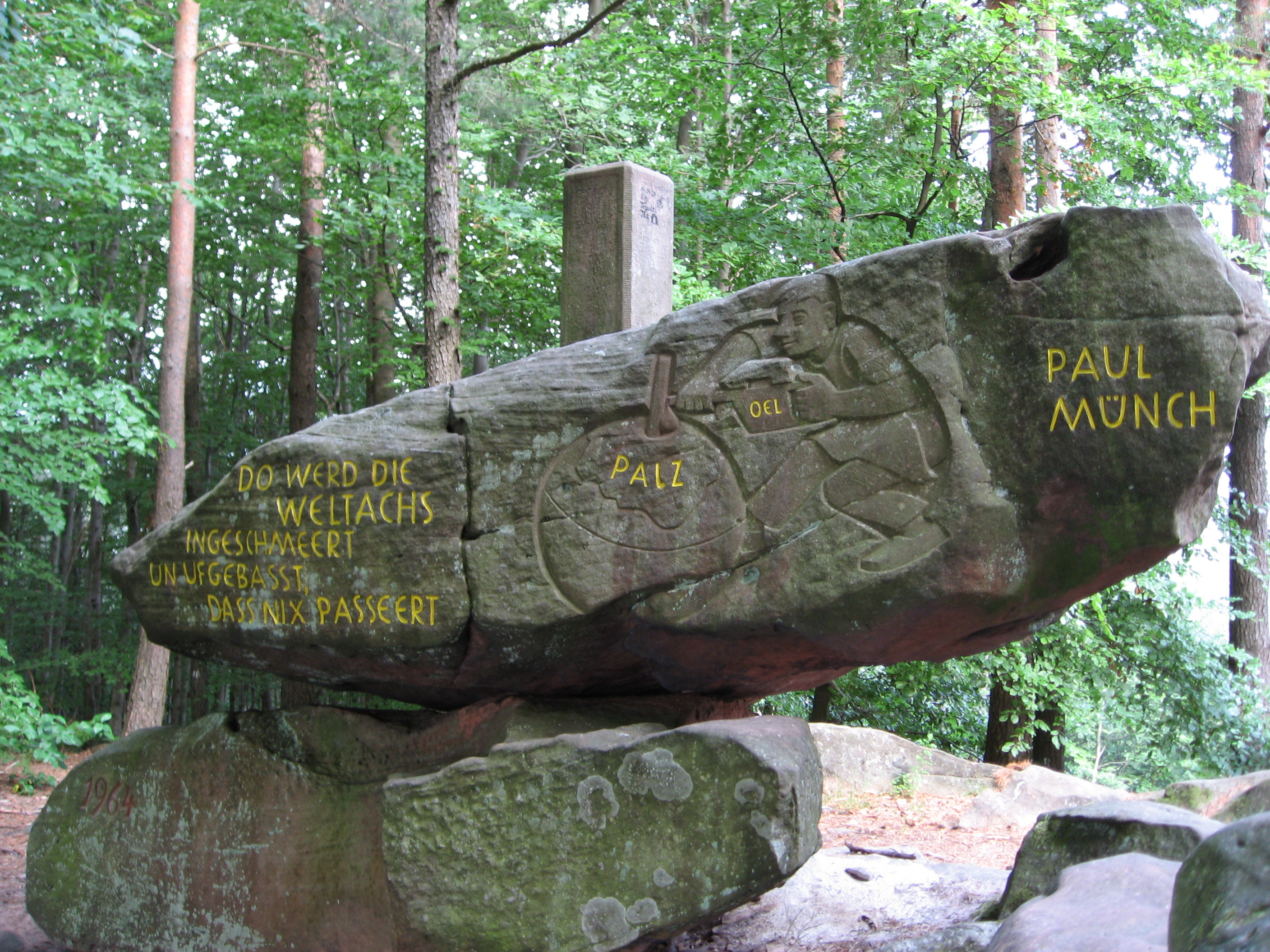
Oś świata w Waldleiningen

W lesie koło Waldleiningen stoi pomnik, który według miejscowej legendy stanowi środek świata.

## Współpraca
Miejscowość partnerska:
- Xirocourt, Francja od 1986